# 西洋蒲公英
西洋蒲公英（學名：Taraxacum officinale）又名药用蒲公英，菊科蒲公英屬植物，因其繁殖能力強而在世界各地均被視為野草，在全球多個平原及溫帶地區均有其影蹤。分布于北美洲、吉尔吉斯斯坦、哈萨克斯坦、欧洲以及中国大陆的新疆等地，生长于海拔700米至2,200米的地区，多生在低山草原、森林草甸以及田间与路边。此外也有人將其視為藥草的一種。

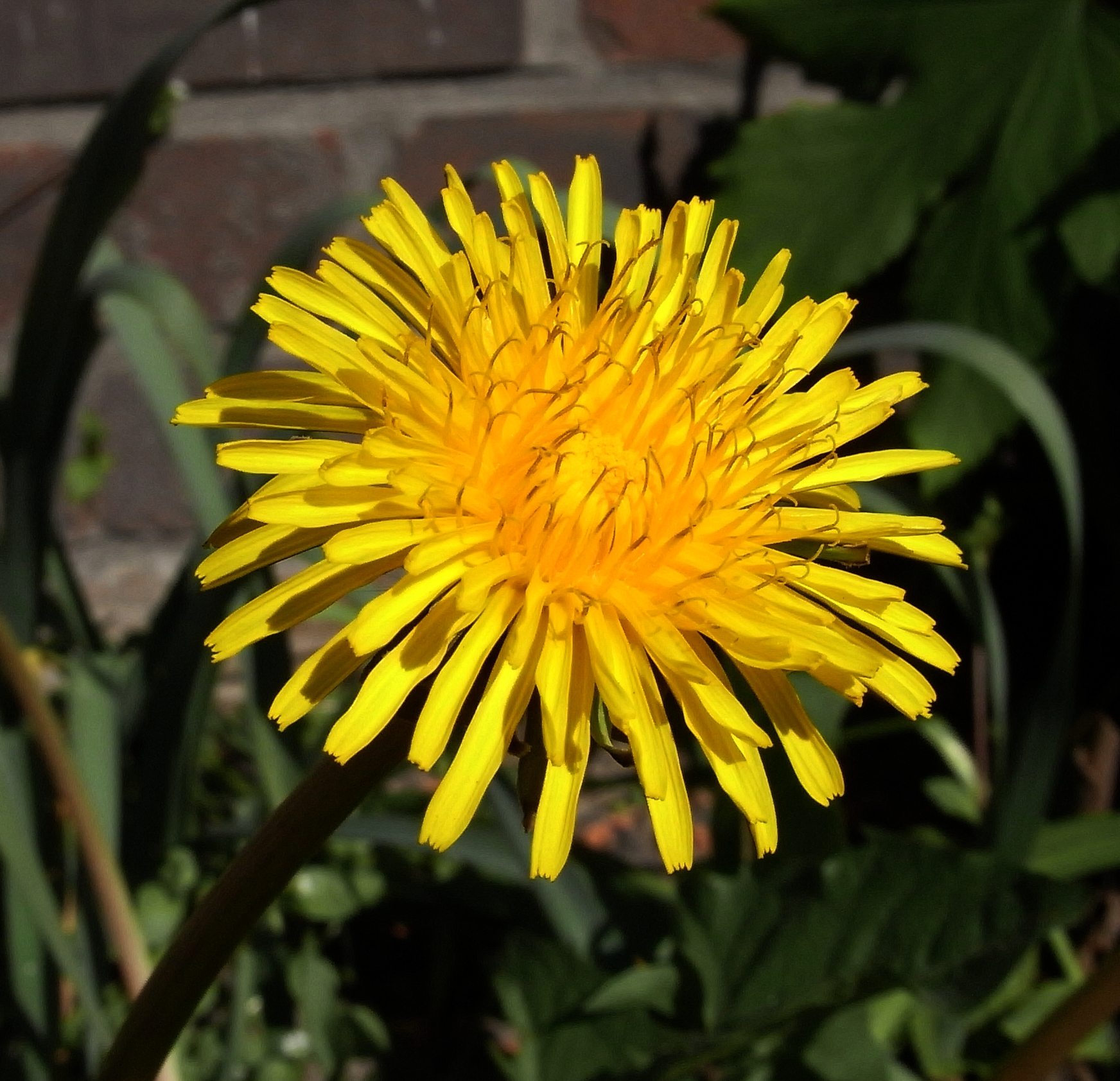
花
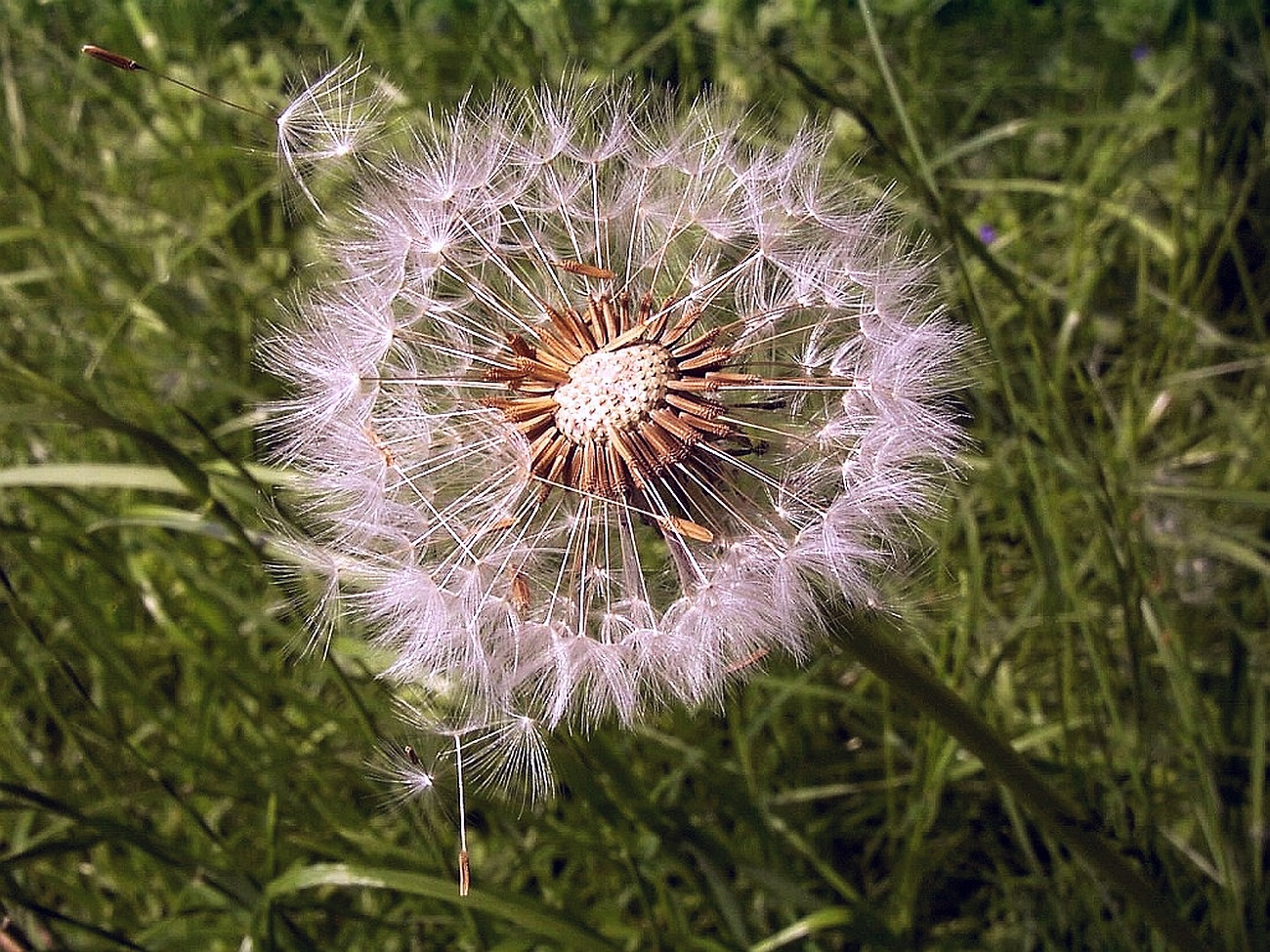
具白色冠毛的種子
種子
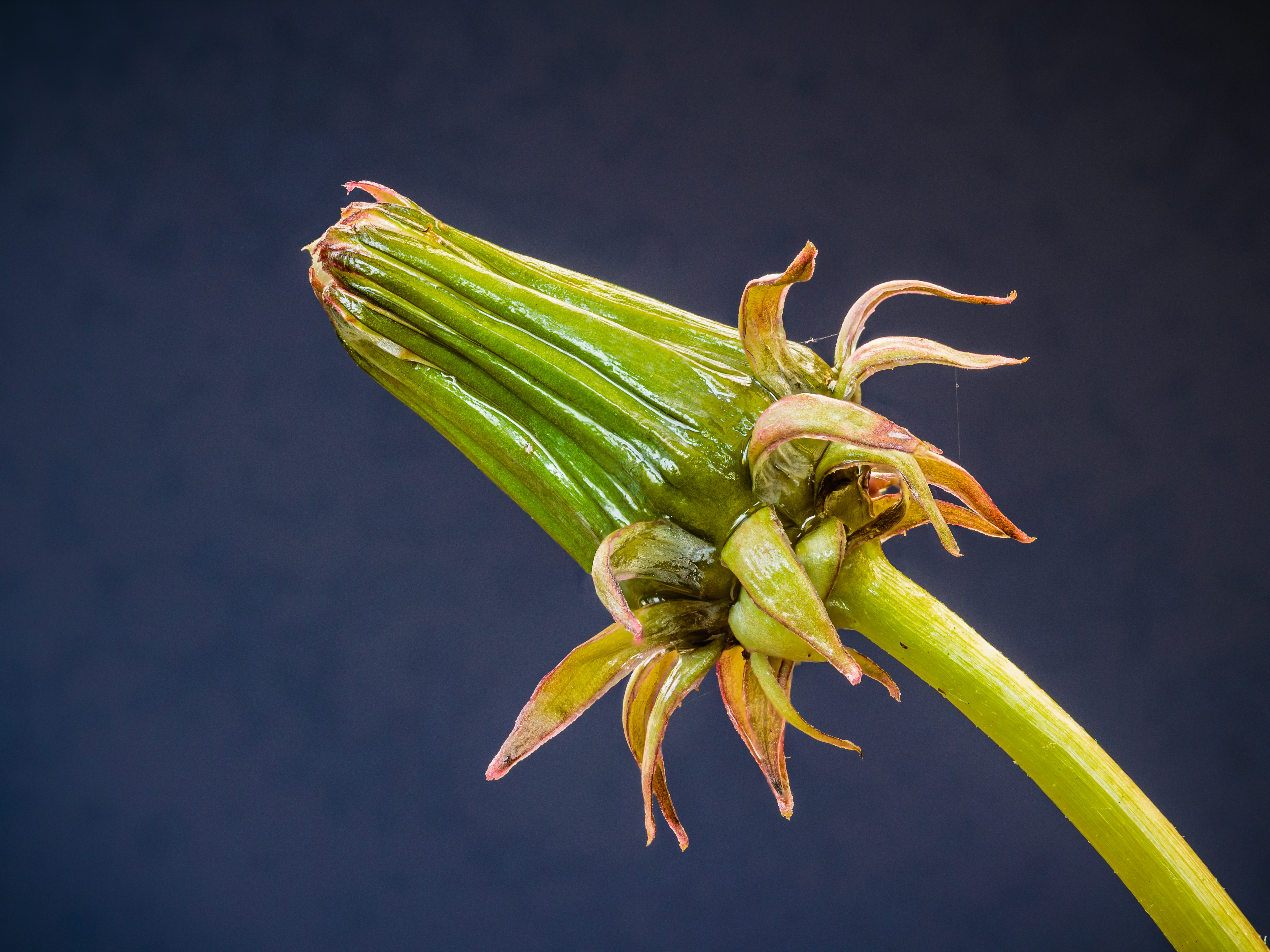
图为清晨中含苞待放的西洋蒲公英